# 所有演示之母

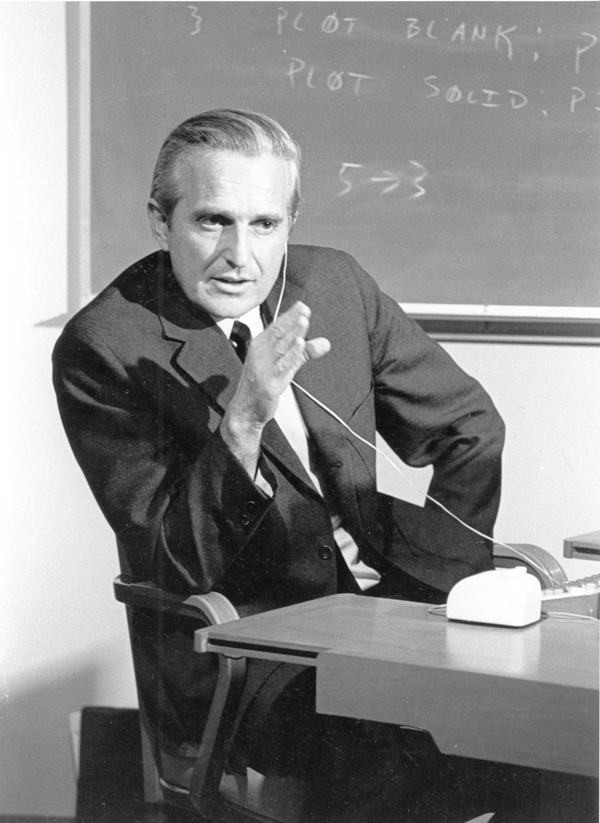
恩格尔巴特正在练习演示

所有演示之母（英語：The Mother of All Demos，亦简称为“演示之母”）是一场于1968年12月9日由扩增研究中心在当年的旧金山秋季联合计算机会议上所进行的计算机演示，演示由扩增研究中心的创办者，美国计算机科学家道格拉斯·恩格尔巴特主持，他在这场演示中展示了扩增研究中心的一系列研究成果，这场演示对于计算机发展史来说具有里程碑意义，故而被后人称为“所有演示之母”
共约90分钟的演示中展示了一套被称为“联机系统”的完整计算机硬件和软件系统，这套系统中包含了许多现代个人电脑的基本元素雏形，演示由恩格尔巴特操纵着现场的终端机与会场以南30英里处的实验室内的团队配合完成，会场与实验室透过两条租借的微波线路连接，他在演示中向观众展示了他与团队透过远程协作共同实时编辑文档、为文档加入图形、创建超链接和制作地图，恩格尔巴特在在线系统中所进行的所有操作都被使用一台Eidophor摄像机输出到他身后6.7米高的大荧幕中，两条微波线路为会场和实验室提供了实时双向视频，将恩格尔巴特的终端机与实验室的SDS 940计算机互联，大约1000名计算机专业人士参加并观看了这场演示，在这场演示中展示了文字处理、视频会议、动态链接器、版本控制、实时协作编辑工具、高效导航、命令输入等一系列概念的雏形，另外，在这场演示中还展示了许多图形用户界面元素的概念雏形，包括窗口、超文本、计算机图形，恩格尔巴特也在这场演示中首次对外展示了世界上第一个鼠标，恩格尔巴特的演讲第一次在单一操作系统中公开演示了这些元素。
演示之母对计算机发展史产生了很大的影响，恩格尔巴特的影响力在这次演示后达到顶峰，在整个70年代和80年代的大部分时间里，他作为鼠标和超文本的发明者而被人们所铭记，演示之母带来的概念为人机交互铺平了道路，并催生了施乐PARC在1970年代初的Xerox Alto等一系列项目，最终也影响到了苹果公司和微软公司各自的图形用户界面操作系统。